# Rio James (Dakotas)
O rio James é um rio dos Estados Unidos da América. afluente do rio Missouri, com 1.150 km de comprimento. Nasce na orla ocidental do planalto do Missouri. Atravessa os estados de Dacota do Norte e Dacota do Sul e desagua próximo da cidade de Yankton.